# شاتون، فلینتشر
شاتون (به انگلیسی: Shotton) یک شهرک در ولز است که در فلینتشر واقع شده‌است. شاتون ۶٬۶۶۳ نفر جمعیت دارد.